# ボヨヨンロック
『ボヨヨンロック』は、筋肉少女帯のメンバーである大槻ケンヂと内田雄一郎が、「まんが道」名義で発売したシングルCDである。4曲入りの12cmCDとしてリリースされた。

## 概要
タイトル曲の「ボヨヨンロック」は、大槻がパーソナリティを務めていたラジオ番組「大槻ケンヂのオールナイトニッポン」（1988年10月5日 - 1989年4月5日、水曜1部）の企画から生まれた。大槻が作詞、作曲した「ボヨヨンロック」の替え歌を募集し、採用されたものを共演者の内田と実際に演奏するというもので、番組の看板コーナーであった。番組内での盛り上がりに伴ってCD化の計画が持ちあがり、急遽トイズファクトリーからの発売が決定。筋肉少女帯がちょうどメンバーの大幅刷新を終えたばかりだったこともあり、混乱の中でのレコーディングとなった。
ちなみに番組中の大槻の発言によると、「ボヨヨン」とは人間が普通の状態であることをいう。それに対し、気持ちがとても高まる状態を「ニコニコ」、逆に気が沈み込む状態を「オロロン」というが、そのいずれの境地にも到達することは非常に難しく、大半の人間は「ボヨヨン」の位置にとどまるのだと言う。
録音にあたって大槻と内田のユニット「まんが道」を、同じ筋肉少女帯のメンバーである太田明、本城聡章、橘高文彦の3人が「ボヨヨン1号～3号」の名でサポート。とどのつまり筋肉少女帯による演奏なのだが、所属事務所との葛藤の末、筋肉少女帯名義での発表を拒否し「まんが道」名義でのリリースとなった。ちなみに、この曲が22期メンバーでの初レコーディングである。
こうして発売された『ボヨヨンロック』だが、このCDを生んだ当の「オールナイトニッポン」はそれを待たずして打ち切りになってしまう。しかし皮肉なことにCDは大ヒットし、オリコンチャートベスト10入りを果たした。
なお、演奏者名義は藤子不二雄Aの『まんが道』、CHAGE and ASKA、ディーヴォのボブ1号2号、新日本プロレスのストロング・マシーン軍団などからの引用。

## 収録曲
1. ボヨヨンロック
（作詞・作曲：大槻ケンヂ / 編曲：まんが道）
2. ニコポン主義
（作曲：内田雄一郎 / 編曲：まんが道）
空手バカボンの楽曲「踊れバンバン」のリメイク。
3. ボヨヨンフォーク
（作詞：鼻原人パピ[5]、パンプキンマン、ターちゃんおがゆ / 作曲：大槻ケンヂ）
（「大槻ケンヂのオールナイトニッポン」の「ボヨヨンロック」コーナーに寄せられたリスナー作の歌詞から選りすぐられたものが収録されている[6]）
4. ボヨヨンロック （オリジナル・カラオケ）
（作曲：大槻ケンヂ / 編曲：まんが道）

## 演奏者
- 才野・アスカ・茂 （大槻ケンヂ） - ボーカル
- 満賀・チャゲ・道雄 （内田雄一郎） - ベース、コーラス、アコースティックギター（#3）
- ボヨヨン1号 （太田明） - ドラム（ゲスト）
- ボヨヨン2号、3号 （本城聡章、橘高文彦） - ギター（ゲスト）
- カズボン （宮田和弥、from JUN SKY WALKER(S)） - ボーカル（ゲスト）
- ジュンチャン （森純太、from JUN SKY WALKER(S)） - ギター、コーラス（ゲスト）
- ミューチャン （三浦俊一、ex 有頂天） - キーボード（ゲスト）